# Copa KNZB de waterpolo femenino
La Copa KNZB es la segunda competición más importante de waterpolo femenino entre clubes neerlandeses.

## Historial
Estos son los ganadores de copa:
- 2011: GZC Donk
- 2010: Het Ravijn Nijverdal
- 2009: Polar Bears Ede
- 2008: Het Ravijn Nijverdal
- 2007: Het Ravijn Nijverdal
- 2006: Het Ravijn Nijverdal
- 2005: GZC Donk
- 2004: Polar Bears Ede
- 2003: Polar Bears Ede
- 2002: Polar Bears Ede
- 2001: GZC Donk
- 2000: GZC Donk
- 1999: Het Ravijn Nijverdal
- 1998: GZC Donk
- 1997: Het Ravijn Nijverdal
- 1996: Het Ravijn Nijverdal
- 1995: Het Ravijn Nijverdal
- 1994: GZC Donk
- 1993: Alliance (waterpolo)
- 1992: GZC Donk
- 1991: GZC Donk
- 1990: GZC Donk
- 1989: GZC Donk
- 1988: GZC Donk
- 1987: De Vuursche
- 1986: Laga/Diana